# Краснопільська селищна рада
Краснопі́льська се́лищна ра́да — орган місцевого самоврядування у Краснопільському районі Сумської області. Адміністративний центр — селище міського типу Краснопілля.

## Загальні відомості
- Населення ради: 9 931 особа (станом на 2001 рік)

## Населені пункти
Селищній раді підпорядковані населені пункти:
- смт Краснопілля
- с. Михайлівка
- с-ще Михайлівське
- с. Новодмитрівка
- с. Таратутине

Колишні населені пункти
- с. Просіки

## Склад ради
Рада складається з 30 депутатів та голови.
- Голова ради: Хомічов Іван Петрович
- Секретар ради: Алєксєєва Раїса Петрівна

### Керівний склад попередніх скликань
| Прізвище, ім'я, по батькові | Основні відомості                                                        | Дата обрання | Дата звільнення |
| --------------------------- | ------------------------------------------------------------------------ | ------------ | --------------- |
| Остріщенко Віктор Дмитрович | Селищний голова, 1952 року народження, освіта вища, безпартійний         | 26.03.2006   | 31.10.2010      |
| Остріщенко Віктор Дмитрович | Селищний голова, 1952 року народження, освіта вища, безпартійний         | 31.10.2010   | 16.12.2012      |
| Хомічов Іван Петрович       | Селищний голова, 1965 року народження, освіта вища, член Партії регіонів | 16.12.2012   |                 |

Примітка: таблиця складена за даними сайту Верховної Ради України

### Депутати
За результатами місцевих виборів 2010 року депутатами ради стали:

#### За суб'єктами висування
| Суб'єкт висування                                       | Кількість обраних депутатів | %    |
| ------------------------------------------------------- | --------------------------- | ---- |
| Самовисування                                           | 25                          | 83,3 |
| Народна партія                                          | 2                           | 6,7  |
| Політична партія Всеукраїнське об'єднання «Батьківщина» | 2                           | 6,7  |
| Комуністична партія України                             | 1                           | 3,3  |

#### За округами
| № округу                                                | Прізвище, ім'я, по батькові     | Дата визнання обраним | Освіта             | Партійна приналежність                        | Відомості про обраного депутата                                                                 |
| ------------------------------------------------------- | ------------------------------- | --------------------- | ------------------ | --------------------------------------------- | ----------------------------------------------------------------------------------------------- |
| Комуністична партія України                             |                                 |                       |                    |                                               |                                                                                                 |
| 28                                                      | Кладієнко Наталія Петрівна      | 04.11.2010            | середня спеціальна | позапартійна                                  | пенсіонер                                                                                       |
| Народна Партія                                          |                                 |                       |                    |                                               |                                                                                                 |
| 23                                                      | Мигаль Сергій Олексійович       | 04.11.2010            | вища               | член Народної партії                          | ДП «Краснопільський лісгосп», механік                                                           |
| 26                                                      | Стадніченко Олег Леонідович     | 04.11.2010            | вища               | позапартійний                                 | ДП «Краснопільський лісгосп», лісничий                                                          |
| Політична партія Всеукраїнське об'єднання «Батьківщина» |                                 |                       |                    |                                               |                                                                                                 |
| 18                                                      | Гузенко Віктор Іванович         | 04.11.2010            | вища               | член Всеукраїнського об'єднання «Батьківщина» | пенсіонер                                                                                       |
| 27                                                      | Мигаль Тетяна Миколаївна        | 04.11.2010            | вища               | член Всеукраїнського об'єднання «Батьківщина» | Навчально-виховний комплекс, вихователь                                                         |
| Самовисування                                           |                                 |                       |                    |                                               |                                                                                                 |
| 1                                                       | Ляшко Юрій Олександрович        | 04.11.2010            | вища               | позапартійний                                 | ДП «Сумський облавтодор», головний інженер                                                      |
| 2                                                       | Коваленко Володимир Вікторович  | 17.11.2010            | вища               | позапартійний                                 | ВАТ «Укртелеком», інженер                                                                       |
| 3                                                       | Шкиря Олег Борисович            | 04.11.2010            | вища               | позапартійний                                 | Краснопільське лісництво «Краснопільський лісгосп», лісничий                                    |
| 4                                                       | Лупир Борис Іванович            | 04.11.2010            | вища               | позапартійний                                 | фермерське господарство «Колос», головний агроном                                               |
| 5                                                       | Слюсаренко Сергій Володимирович | 14.08.2011            | вища               | позапартійний                                 | ТОВ «Лоранто» нафтобаза № 4, директор                                                           |
| 6                                                       | Алєксєєва Раїса Петрівна        | 04.11.2010            | вища               | член Партії регіонів                          | Краснопільська селищна рада, спеціаліст-землевпорядник                                          |
| 7                                                       | Рибалка Світлана Валентинівна   | 04.11.2010            | вища               | член Партії регіонів                          | Краснопільська селищна рада, секретар-друкарка                                                  |
| 8                                                       | Брижахіна Алла Володимирівна    | 04.11.2010            | середня            | позапартійна                                  | Краснопільська районна санепідемстанція, помічник епідеміолога                                  |
| 9                                                       | Кудіч В'ячеслав Олексійович     | 04.11.2010            | вища               | позапартійний                                 | ПП «Оберіг», бригадир                                                                           |
| 10                                                      | Назаренко Анжела Миколаївна     | 04.11.2010            | вища               | позапартійна                                  | Відділ культури і туризму РДА, начальник                                                        |
| 11                                                      | Сухіх Олексій Васильович        | 04.11.2010            | вища               | позапартійний                                 | підприємець                                                                                     |
| 12                                                      | Дейнека Іван Григорович         | 04.11.2010            | вища               | позапартійний                                 | фермерське господарство «Дейнека», голова                                                       |
| 13                                                      | Савченко Валерій Григорович     | 04.11.2010            | вища               | позапартійний                                 | Відділ культури і туризму РДА, пожежник                                                         |
| 14                                                      | Крамаренко Сергій Дмитрович     | 04.11.2010            | середня спеціальна | член Політичної партії «Фронт Змін»           | пенсіонер                                                                                       |
| 15                                                      | Ільченко Олександр Григорович   | 04.11.2010            | вища               | позапартійний                                 | підприємець                                                                                     |
| 16                                                      | Ємельянов Леонід Євгенійович    | 04.11.2010            | вища               | позапартійний                                 | ТОВ «Дружба», начальник відділу охорони праці                                                   |
| 17                                                      | Придатко Валерій Іванович       | 04.11.2010            | вища               | позапартійний                                 | Краснопільська районна державна адміністрація, начальник відділу з питань надзвичайних ситуацій |
| 19                                                      | Супрун Микола Миколайович       | 04.11.2010            | вища               | позапартійний                                 | Краснопільський ТОВ «Теплоенерго», директор                                                     |
| 20                                                      | Масалітін Олександр Миколайович | 04.11.2010            | вища               | член Партії регіонів                          | підприємець                                                                                     |
| 21                                                      | Новак Віктор Іванович           | 04.11.2010            | середня спеціальна | позапартійний                                 | підприємець                                                                                     |
| 22                                                      | Рудика Микола Миколайович       | 04.11.2010            | середня спеціальна | позапартійний                                 | фермерське господарство «Колос», директор комбікормового заводу                                 |
| 24                                                      | Парахненко Віта Іванівна        | 04.11.2010            | вища               | член Партії регіонів                          | Краснопільська селищна рада, завідувач військово-облікового бюро                                |
| 25                                                      | Сухорукова Олена Вікторівна     | 04.11.2010            | вища               | позапартійна                                  | Краснопільська районна державна адміністрація, головний спеціаліст                              |
| 29                                                      | Пащенко Олег Дмитрович          | 04.11.2010            | середня            | позапартійний                                 | ТОВ «Новодмитрівське», механізатор                                                              |
| 30                                                      | Блохіна Наталія Володимирівна   | 04.11.2010            | вища               | позапартійна                                  | приватний підприємець                                                                           |